# Flash Renascido
Flash Renascido (The Flash: Rebirth no original em inglês) é uma série limitada de seis edições no formato quadrinhos americanos escrita por Geoff Johns e ilustrada por Ethan Van Sciver. A série foi publicada pela DC Comics, e apresenta personagens de toda a história de quase setenta e-longos anos em Flash. Esta é a segunda série limitada de "renascimento" emitido pela DC Comics, foi precedida por Lanterna Verde Renascimento (2005). A primeira edição foi publicada em 1 de Abril de 2009. A série foi planejada primeiro a duração de cinco episódios, mas foi alargado para seis episódios em maio de 2009.
O enredo segue o "renascimento" do personagem da Era de Prata, caso contrário, o chamado Bartholomew Henry "Barry" Allen, após o retorno inicial do personagem em 2008 no crossover "Crise Final".

## História
Dois cientistas forenses em Central City são mortos por um homem misterioso, empunhando uma lança com um relâmpago na ponta em forma de parafuso. Ele reorganiza recipientes de produtos químicos em prateleiras e, usando a lança como um pára-raios, recria o acidente que deu a Barry Allen, também conhecido como o Flash - os seus poderes, e então escapa antes da chegada de policiais. Seus pensamentos indicam que ele é o responsável pelo retorno de Barry Allen. Em Central City e Keystone, Linda Park-West anuncia que uma celebração será realizada para o retorno de Barry. Os membros da família de Flash reagem ao seu retorno: no quartel-general da Sociedade da Justiça da América, Jay Garrick conta como Barry inspirou-o a voltar a ser um super-herói; na Torre Titã Leste, Wally West se lembra de Barry com carinho e respeito; na Torre Titã Oeste, Bart Allen vê o retorno de seu avô com ceticismo; e Iris West-Allen espera alegremente que o seu marido volte para casa. No entanto, Iris recebe um telefonema do Capitão de polícia Frye, que pede a ajuda de Barry.
Barry visita o Museu do Flash, tentando se familiarizar com os eventos que ocorreram durante a sua ausência, quando se encontra com Hal Jordan. Memórias de Barry, de seu tempo na Força da Aceleração, estão desaparecendo. Ele sente que não deveria voltar, e que a Força da Aceleração está tentando atraí-lo de volta para dentro dela. Barry diz a Hal que não vai participar das festividades em sua honra, e foge. Quando Barry era criança, sua mãe foi assassinada e seu pai foi preso pelo crime, apesar de proclamar a sua inocência. O super-velocista maligno Savitar materializa o símbolo de um raio no peito de Barry; depois, quando Barry captura Savitar, ele recebe um feedback da energia de Savitar e o vilão se desfaz em pó. No mesmo momento, todos os heróis ligados à Força da Aceleração sofrem uma descarga súbita e dolorosa de energia.
O Lanterna Verde coloca os restos mortais de Savitar em quarentena, e Barry corre para casa para falar com Wally sobre o vilão falecido. Barry vê um carro da polícia do lado de fora da casa de Wally e se recorda do dia em que se conheceram, o mesmo dia em que ganhou seus poderes - após o julgamento de Sam Scudder. Em um flashback, é revelado que mesmo após a morte de seu pai na prisão, Barry continuou investigando o assassinato de sua mãe e esperava provar a inocência de seu pai. De volta ao presente, Barry encontra-se com o Capitão Frye. Graças à Mulher Maravilha e suas conexões com o governo estaduniense, o público acredita que Barry esteve em um programa de proteção a testemunhas durante os anos em que esteve desaparecido. Barry recebe um telefonema de Wally, e descobre sobre as descargas que os outros super-velocistas experimentaram.
Barry e Wally partem para investigar uma misteriosa tempestade de raios em Fallville, Iowa, e descobrem os restos do Flash Negro. A dupla é atacada por Lady Flash, mas ela se desintegra na mesma forma como Savitar, ao ser tocada por Barry, cujo traje começa a se transformar no do Flash Negro. Na sede da Sociedade da Justiça, Jesse Chambers está contemplando uma estátua de seus pais, Johnny Quick e Liberty Belle. Seu marido Rick Tyler a confronta, mas ocorre uma explosão em frente a eles, e uma imagem de Johnny Quick se materializa, implora a Barry Allen não ferir Jesse, e em seguida desaparece.
Em Fallville, a Liga da Justiça, Sociedade da Justiça, e outros heróis constróem uma câmara de contenção para Barry, cujo campo de energia pessoal tornou-se contaminado com uma aura negra que queima através de energia da velocidade. Os heróis planejam desconectar Barry da Força da Aceleração para salvar sua vida; Iris atua como o "pára-raios" de Barry para impedi-lo de ser reabsorvido pela Força da Aceleração. No entanto, depois de lembrar seu primeiro encontro, o campo de energia de Barry se sobrecarrega e destrói a câmara. O Lanterna Verde cria uma nova câmara com o seu anel e leva Barry para longe dos demais Flashes; porém, Barry escapa, alcança uma distância segura dos outros velocistas e começa a correr, pretendendo voltar para a Força da Aceleração para poupar seus amigos e familiares. Apesar da tentativa do Superman de detê-lo, Barry consegue a velocidade que precisa para escapar do plano material.
Quando Barry entra novamente na Força da Aceleração, ele vê os acontecimentos passados de sua vida em sentido inverso, mas começa a perder suas lembranças e a sua individualidade. Com a ajuda de uma misteriosa voz, Barry recupera suas memórias e entra totalmente na Força da Aceleração, descobrindo Max Mercúrio e Johnny Quick, que estão presos nela. Johnny pega o pulso de Barry e pede a ele para não permitir que a Força machuque sua filha Jesse; porém, a energia de Barry mata Johnny. Antes que ele e Max sejam puxados para a área vermelha da Força da Aceleração, Max diz a Barry que ele não é responsável pelas mortes dos velocistas. O verdadeiro vilão então revela-se: Professor Eobard "Zoom" Thawne, o Flash Reverso, se gaba de que transformou Barry em seu reverso.
Quando Barry questiona Zoom sobre seu retorno (visto que Thawne fôra morto pelo próprio Allen, pouco antes da Crise nas Infinitas Terras), o vilão diz que ele seria ressuscitado em breve - graças a ações futuras de Hal Jordan - visto que o cadáver de Zoom ainda estava enterrado no presente. Quando Zoom derrota Barry e Max, ele revela que o campo de energia vermelho é uma "Força da Aceleração negativa" criada pela energia cinética de Thawne, e está a envenenar a Força da Aceleração normal. Zoom revela seu plano: depois que Barry retornou brevemente para ajudar Kid Flash contra o Superboy Primordial durante Crise Infinita, Zoom enviou um pulso subliminar para a Força da Aceleração para chamar de volta os restos de consciência de Barry, o que levou ao reaparecimento deste durante a Crise Final Em seguida, Zoom transforma-se em um novo tipo de velocista - o assassino misterioso visto no início da história - e cria a sua Força da Aceleração negativa, contaminando Barry e os outros velocistas heróicos, e desaparecendo em seguida.
Em Fallville, Wally decide entrar na Força da Aceleração para recuperar seu tio. Na casa dos West, Iris II (a filha de Wally) deseja ajudar a salvar Barry; depois de uma discussão com seu irmão Jai, ela desce as escadas e encontra Zoom, que reaparece neste momento. Na sede da Sociedade da Justiça, Homem-Hora se dirige a Jesse, que vem repetindo a "Fórmula da Velocidade" de seu pai. Enquanto Wally se aventura mais fundo dentro da Força da Aceleração, Max diz a Barry que foi Allen quem criou a "fonte de poder" dos velocistas - Barry, sem saber, criou a Força de velocidade usando a energia cinética ao longo de sua carreira. Enquanto isso, Zoom prende Jai e Iris II e começa a enviar conexões distorcidas do par para a Força da Aceleração. Linda pede ajuda, e Jay Garrick e Bart Allen atacam Zoom, mas são dominados. Na Força da Aceleração, Wally atinge Barry e Max; este não está convencido que pode escapar, devido à sua falta de um "pára-raios". Porém, Barry convence Max que ele é como uma família para os dois, e o trio começa a escapar.
Jesse Chambers, agora crepitando com energia da Força da Aceleração, pára de repetir a fórmula de velocidade. Quando os velocistas heróicos são recarregados com a energia, Barry, Wally, Jay, Max e Bart investem contra Thawne e o enfrentam, enquantam Iris II e Jai estão dolorosamente atormentados com a energia da velocidade. Iris II percebe que seus poderes estão instáveis, porque compartilham a mesma conexão com a Força da Aceleração; ela absorve a energia da velocidade de seu irmão em si mesma, e desmaia. Jesse Chambers chega e reanima Iris, recitando a Fórmula da Velocidade; a seguir, Jesse e Iris se juntar à batalha contra Zoom, com Iris agora exibindo a tradicional super-velocidade. Wally usa sua conexão com a Speed Force para rejuvenescer os velocistas e reparar seus uniformes: Barry, Jay, Max e Bart mantêm seus trajes normais, enquanto Wally usa uma nova versão do uniforme do Flash, Jesse usa um traje baseado em seu pai (reassumindo a identidade de Jesse Quick), e Iris II se torna a nova Impulso.
Apesar de estar em menor número, Zoom continua confiante e percebe como a Força da Aceleração afeta o envelhecimento da família Flash. Ele se orgulha de ser responsável por todas as tragédias da vida de Barry, incluindo o assassinato de sua mãe e a incriminação de seu pai. Zoom diz que os pais de Barry tinha sido felizes juntos no cronograma original. Thawne afirma que sua Speed Force negativo deu-lhe a capacidade de alterar o passado. Zoom começa a viajar no tempo de novo, e anuncia sua intenção de matar Iris I antes de seu primeiro encontro com Barry; ao fazer isso, ele espera para toda e qualquer lembrança de Iris da memória de Barry. Porém, este e Wally perseguem Thawne; Wally diz a Barry para correr mais rápido, de forma a quebrar a barreira do tempo. Eles alcançam Thawne, e tornam-se o raio que transforma Barry no Flash, impedindo Thawne de matar Iris. Eles perseguem Thawne que, para dissuadir Wally, diz-lhe que um de seus filhos vai tornar infeliz a sua vida no futuro. Barry e Wally empurram Thawne de volta no tempo e a seguir retornam ao presente, onde os outros super-heróis construíram um dispositivo para Thawne. Barry joga Thawne nele, e Jay ativa o dispositivo, o qual separa Thawne de sua ligação com a Força de Aceleração negativa. A seguir, Barry e Wally amarram Thawne, enquanto Iris descobre a arma de Thawne no passado e a retém. Com o fim da ameaça, todos comemoram, e recebem de volta Barry e os velocistas.
No epílogo, o Doutor Alquimia escapa da Penitenciária de Iron Heights, onde Hunter Zolomon conversa com Thawne, esperando que eles possam trabalhar juntos. Em Gorilla City, um macaco comenta que Thawne fez algo horrível às suas florestas. Na Delegacia de Polícia de Central City, Barry encerra o caso sobre a morte de sua mãe e opta por trabalhar em todos os outros casos "frios" (não encerrados). Em outros lugares, a Galeria de Vilões se prepara para lidar com Barry, que por sua vez passa algum tempo com Iris e depois vai a Washington para comemorar o seu retorno com a Liga da Justiça.

## Personagens da Série
- Barry Allen : O segundo personagem a usar o nome de Flash.
- Wally West: O terceiro personagem a usar o nome de Flash.
- Jay Garrick: O primeiro personagem a usar o nome de Flash.
- Bart Allen: O quarto personagem a usar o nome de Flash.
- Jesse Chambers: a personagem que usa a identidade Jesse Quick.
- Professor Zoom
- Jai West: filho de Wally e gêmeo de Linda.
- Iris West: filha de Wally e gêmea de Linda.
- Lanterna Verde
- Max Mercurio
- Alan Scott
- Doutor Meia-Noite
- Superman